# Jack LaLanne
Francois Henri "Jack" LaLanne (San Francisco, 26. rujna, 1914.), američki je glumac.

## Vanjske poveznice
- Jack LaLanne na IMDB-u